# Johann Peter Krafft

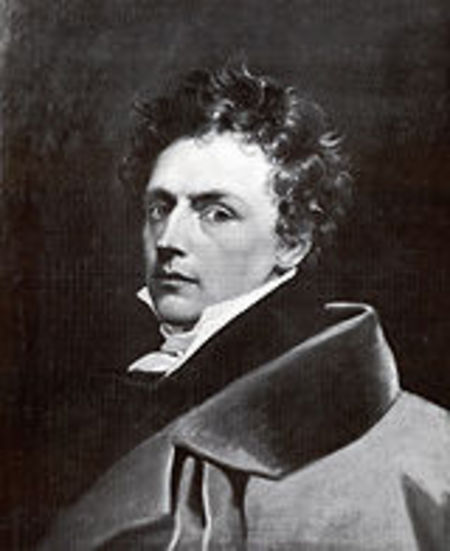
Johann Peter Krafft, självporträtt omkring 1820.

Johann Peter Krafft, född 15 september 1780 i Hanau, död 28 oktober 1856 i Wien, var en tysk konstnär. Han var bror till Joseph Krafft, far till Albrecht Krafft och farfar till Guido Krafft.
Krafft var elev till Jacques-Louis David, och var därefter verksam i Wien. Han fick sin största betydelse som skildrare av samtida händelser i det historiska genremåleriets form och som porträttör. Bland hans målningar märks främst Lantvärnsmannens avsked (1813) och Hemkomst (1820).